# ラオス内戦
ラオス内戦（ラオスないせん、英: Laotian Civil War、ラーオ語: ສົງຄາມກາງເມືອງລາວ、1953年 - 1975年）は、第二次インドシナ戦争の中の戦いの一つで、左派パテート・ラーオとラオス王国政府による内戦である。左翼と右翼による政治闘争を越え、冷戦中の大国からの支援を受けた代理戦争に発展した。

## 概要
ラオスはベトナム戦争の交戦国にとって隠れた戦場となっていた。1953年のフランス・ラオス条約により、ラオスには完全な独立が与えられたが、それから数十年の歴史は、ルアンパバーン王家のスワンナ・プーマおよびコン・レー大尉らの中立派、チャンパーサック王家のブン・ウムおよび軍事クーデターを起こしたプーミ・ノサワン将軍らの右派・革命委員会、ルアンパバーン王家のスパーヌウォンおよび後の首相カイソーンらの左派ネーオ・ラーオ・ハクサート（ラオス愛国戦線）の三派間の争いによって記録された。連合政府を立てようという幾度にもわたる試みの後、最終的にヴィエンチャンにおいて「三派連合政府」が成立した。
ラオスにおける戦闘には、ラオス区域の支配権を巡って争う北ベトナム、アメリカ、タイおよび南ベトナム、フランスの軍隊が直接的に、あるいは非正規の代理人を通して関与していた。北ベトナム軍は、南ベトナム侵攻の通り道かつ最大の戦場となるホーチミン・ルートを占領した。二番目に大きな戦闘が起こった場所は、ラオス北部のジャール平原およびその周辺であった。
1975年には北ベトナムとパテート・ラーオの勝利が明らかとなるが、それは同年のインドシナ半島における共産勢力の勝利が背景にあった。

## 全体像
ジュネーヴ協定はラオスの中立をうたっている。しかし、北ベトナム軍は南北ラオスへの介入を続けていた。1954年から北ベトナム軍をラオスから退かせようという試みは繰り返されてきたが、合意や譲歩がみられはしても、ハノイ政府はラオスやそこの共産主義勢力から手を引こうという意志は持ってはいなかった。
北ベトナム軍はベトナム国境と平行するホーチミンルートをラオス領内に設定した。このルートは部隊や兵站にとってベトナム共和国への侵攻を容易にし、南ベトナム解放民族戦線を支援しやすいものにした。
北ベトナムはラオス北方で積極的な軍事行動をとっており、現地の共産主義勢力であるパテート・ラーオを援助、維持する一方で、王国政府へ圧力をかけていた。
CIAは直接的に軍事介入することを避けつつ北ラオスでの北ベトナム軍の作戦を妨害するため、3000人ほどのラオスの山岳部族からなるゲリラに訓練を施すことで対応していた。ゲリラの多くはモン族であり、部族の軍事的指導者であった王立ラオス軍のバン・パオ将軍に従っていた。彼らはCIAの管轄下にあるエア・アメリカ、タイ、王立ラオス空軍の支援を受けて、ベトナム人民軍(PAVN)、南ベトナム解放民族戦線、パテート・ラーオ派と戦っていた。ベトナムにおける戦争へのアメリカのさらなる興味を誘うような膠着状態を打破するためである。
年間を通して 北部での戦況はほとんど天候次第であった。11月、12月から乾季になれば北ベトナム軍は軍事行動を起こした。通行可能となったルートを通じて気分を新たにした部隊と兵站が北ベトナムから殺到した。半年後の雨季には北ベトナムの兵站線は機能不全になり、ベトナムの共産主義者たちはベトナム側へ退くことになる。
ホーチミンルートの南にあたる領域での戦争はアメリカ空軍と海軍による大規模な空爆作戦が主であった。南ベトナムから地上攻撃を行わないという政治的制約がルートを平和なものにしていたからである。南東部ではCIAの空爆作戦が密かに行われていた。
ラオス国内での衝突はしばしばアメリカ国内でも話題となり、マスコミなどにCIAの「ラオス秘密戦争」などと表現された。政府は表向きには戦争の存在を否定していたために詳細のほとんどが伝わっていなかった。ラオスの中立を北ベトナムとアメリカの双方が確認していた以上、アメリカは戦争を否認しなければならなかった。アメリカの関与についても、北ベトナムが国内の大部分を実質的に支配していたことや、ラオスにおけるその役割が混乱していたことを踏まえれば、必要なことだったと考えられている。しかし戦争が起こっていることを否定したところで、ラオス内戦は、その後のアフガン-ソビエト戦争におけるアメリカの暗躍と変わるところがなかった。ラオス国内で北ベトナムが支配する地域はアメリカ空軍の激しい爆撃を一年中受けており、歴史上にも類を見ない空爆作戦とも言われることがある。それに影を落としているのは、冷戦期にもがいていた大国たちである。共産主義を封じ込めようというアメリカの政策があり、暴動や破壊を通じて共産主義を拡散しようとしたソ連や中国の政策があった。